# Hideo Kobayashi
Dans ce nom japonais, le nom de famille, Kobayashi, précède le nom personnel.
Hideo Kobayashi (小林秀雄, Kobayashi Hideo) (Tokyo, 11 avril 1902 – 1er mars 1983) est un écrivain japonais qui a établi la critique littéraire comme discipline artistique indépendante au Japon.
Cependant, lorsqu'il était associé au romancier Yasunari Kawabata (qui sera Prix Nobel de littérature en 1968) au début des années 1930, il pensait que la littérature devait être pertinente pour la société, avec des écrivains et des critiques pratiquant une responsabilité sociale. 

## Politique
En politique, Kobayashi a salué les écrits du militant nationaliste Okawa Shumei. En novembre 1937, il a écrit un essai très ferme Senso ni tsuite ("De la guerre"), qui parut dans le magazine reconnu Kaizo. Dans cet essai, il appelait les écrivains et les intellectuels opposés à la guerre contre la Chine à se mobiliser pour la victoire du Japon.
Après la fin de la Seconde Guerre mondiale, Kobayashi a été fortement critiqué par des intellectuels de gauche pour sa collaboration avec l'armée japonaise, mais les autorités d'occupation américaines n'ont jamais déposé d'accusation contre lui, ce qui lui permit de poursuivre sa carrière sans être inquiété. Dans la période d'après-guerre, il monta une entreprise d'antiquités (amassant une collection considérable d'art japonais), voyagea en Europe, publia des essais et donna des conférences sur une variété considérable de sujets. 
Kobayashi devint membre de l'Académie japonaise des arts en 1951, et reçu l'Ordre de la Culture par le gouvernement japonais en 1967.
Le Prix Kobayashi Hideo (Kobayashi Hideo Sho) a été créé en 2002 par le Kai Shincho Bungei Shinko (Société Shincho pour la promotion des arts littéraires). Il est décerné annuellement à un travail de non-fiction publié en japonais, le gagnant recevant une bourse commémorative de 1 million de Yen.

## Critique
Takeuchi Yoshimi et le politologue Masao Maruyama  l'ont critiqué pour son manque d'universalisme et de reconnaissance de normes ou lois supra-nationales[réf. nécessaire]. 
Le philosophe et critique littéraire Kōjin Karatani et le romancier Kenji Nakagami ont publié Kobayashi Hideo o koete (Surmonter Kobayashi Hideo). Le titre est une référence ironique à "Kindai no chokoku" (Surmonter la Modernité), un symposium tenu durant l'été 1942 à l'Université impériale de Kyoto (maintenant l'Université de Kyoto) auquel participa Hideo Kobayashi.